# Chrysocharis imphalensis
Chrysocharis imphalensis är en stekelart som först beskrevs av Chishti och Shafee 1988.  Chrysocharis imphalensis ingår i släktet Chrysocharis och familjen finglanssteklar. Inga underarter finns listade i Catalogue of Life.